# Mięsień brodawkowaty

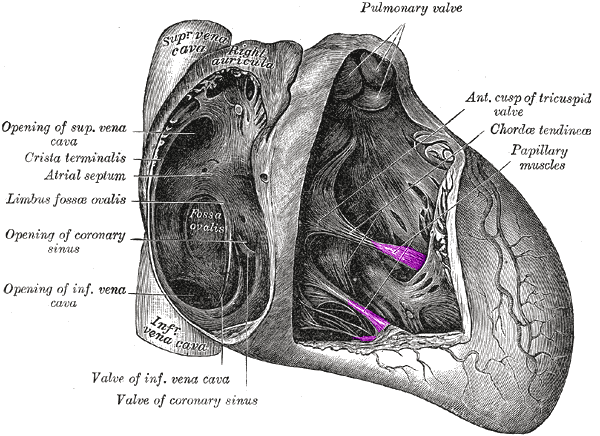
Serce człowieka. Mięśnie brodawkowate oznaczone na fioletowo.

Mięsień brodawkowaty (łac. musculus papillaris) – wyniosłość mięśniowa wewnątrz komory serca ssaków.
U człowieka mięśnie brodawkowate stanowią cylindryczne wyniosłości w świetle obu komór serca: trzy w prawej komorze i dwa w lewej. Podstawą wychodzą ze ściany komory, skierowane szczytem do jej światła, w kierunku przestrzeni między dwoma płatkami zastawki. Każdy mięsień brodawkowaty na swoim wierzchołku lub na bocznym obwodzie stanowi miejsce przyczepu strun ścięgnistych, które łączą mięsień brodawkowaty z płatkami zastawki.